# Визволення дикої природи
Ви́зволення ди́кої приро́ди — міжнародний громадський Рух і дії, спрямовані на припинення експлуатації людиною дикої природи і надання їй свободи. Визволення дикої природи включає філософські аспекти, розробку законів з охорони дикої природи, розширення мережі територій дикої природи та заповідників, популяризацію культу дикої природи, а також акції прямої дії і екотаж на захист дикої природи. Члени руху займаються також і захистом дикої фауни і флори. Початок руху було покладено публікацією книги американського письменника і екофілософа Едварда Еббі «Банда гайкового ключа», виданої в США в 1975 р..

## Ідеологія
Завдяки працям таких відомих американських екофілософів, письменників і природоохоронців як Г. Торо, Джон М'юр, Олдо Леопольд, Е. Еббі, Г. Снайдер, Д. Формен та інших в русі визволення дикої природи утвердилася ідеологія, заснована на екоцентризмі. Якщо раніше захисники дикої природи визнавали «раціональне використання дикої природи», то зараз вони однозначно стоять на позиції повного припинення господарської експлуатації ділянок дикої природи, а також зникаючих видів дикої фауни і флори.

## Діяльність
Рух за визволення дикої природи виступає проти господарської експлуатації та знищення всіх без винятку ділянок дикої природи, за визволення річок шляхом зняття дамб, за розширення і створення нових заповідників і ділянок дикої природи, вимагають обмеження і закриття спортивного полювання, а також жорсткої охорони зникаючих видів флори і фауни. Активісти руху проводять акції прямої дії та екотажу проти рубки старовікових лісів, заїзду автотранспорту в заказники та заповідники, видають літературу з охорони дикої природи.

### За кордоном
Найбільш активно рух за визволення дикої природи розвинений в США, а також у Канаді та Австралії. Останнім часом окремі активісти руху з'явилися в Росії, Україні та низці інших пострадянських країнах. Безсумнівним лідером руху є американська громадська організація «Земля передусім!», на рахунку якої тисячі гектарів збережених прадавніх лісів шляхом проведення ефективних акцій екотажу. До учасників руху можна віднести і іншу відому американську організацію — «Морський пастух», що захищає вже три десятиліття морську фауну — китів, дельфінів, акул, котиків тощо. Нерідко активісти руху за визволення дикої природи проводять спільні акції, наприклад, проти спортивного полювання, з іншим міжнародним екологічним рухом — Рухом за визволення тварин, створеним екофілософом П. Сінгером.

### В Україні
Перші акції руху в Україні були відзначені на початку 2000-х років і стосувалися боротьби з браконьєрством (знищення браконьєрських знарядь — капканів, «павуків», петель і мереж), а також шипування доріг у заказники і дерев у місцях комерційної рубки старовікових лісів і знищення механізмів з незаконного видобутку піску в природних водоймах. Велике значення активісти руху приділяють популяризації ідеологічних моментів своєї діяльності — пропаганді екологічної етики, глибинної екології, а також ідеї (концепції) абсолютної заповідності.

## Критика руху
Деяким українським активістам руху за визволення дикої природи не вистачає знань і умінь захищати дику природу, інші бояться репресій з боку держави, страждають конформізмом або кар'єризмом.